# 스웨덴의 헤드비그 소피아
스웨덴의 헤드비그 소피아(스웨덴어: Hedvig Sophia of Sweden, 1681년 6월 26일 ~ 1708년 12월 22일)는 스웨덴 출신의 홀슈타인고토르프 공작부인이다.

## 생애
헤드비히 소피아는 1681년 6월 26일에 스웨덴 스톡홀름에서 스웨덴의 칼 11세 국왕과 울리카 엘레오노라 애 단마르크 왕녀 부부의 큰딸로 태어났다. 1693년에 자신의 어머니였던 울리카 엘레오노라 왕녀가 사망한 이후에는 남매들과 함께 자신의 할머니였던 헤트비히 엘레오노라 폰 슐레스비히홀슈타인고토르프의 손에서 자라게 된다.
헤드비그 소피아는 헤트비히 엘레오노라의 영향을 받으면서 덴마크를 적대시하게 된다. 그녀는 생전에 아름답고 정열적인 여자, 위엄 있는 여자라는 평가를 받았고 학창 시절에는 미술을 잘하는 우수한 학생이라는 평가를 받았다. 1698년 5월 12일에는 스웨덴 스톡홀름에 위치한 칼베리궁에서 이종사촌인 프리드리히 4세 폰 슐레스비히홀슈타인고토르프 공작과 결혼했는데 이는 스웨덴이 덴마크에 맞서기 위한 홀슈타인고토르프가와의 동맹 관계에 따른 정략 결혼이었다. 결혼 이후에는 1년 동안 홀슈타인고토르프가에 거주했다.
1699년에 스웨덴으로 귀국하면서 스웨덴의 왕위 계승 2순위와 추정상속인 지위를 받았다. 칼베리궁에 거주하던 동안에는 대북방 전쟁 이전에 형제의 궁정을 지배하던 유흥 생활에 빠지게 된다. 1700년 4월 30일에는 외아들인 카를 프리드리히가 태어났다. 1702년 10월 18일에는 남편이 대북방 전쟁에서 전사하자 아들인 카를 프리드리히의 섭정을 맡았다. 1708년 12월 22일에 천연두로 사망했다.